# Сагвазаво
Сагвазаво (груз. საგვაზავო) — село в Грузії.
За даними перепису населення 2014 року в селі проживає 445 осіб.